# Eva Müthel
Eva Müthel (* 3. Februar 1926 in Nordhausen; † 17. August 1980 in Kesselnach bei Idstein) war eine deutsche Autorin und Regisseurin.

## Lebenslauf
Müthel studierte Germanistik und Soziologie in Jena und arbeitete als Journalistin in Weimar. 1948 wurde sie wegen angeblicher staatsfeindlicher Propaganda zu 25 Jahren Gefängnis verurteilt, jedoch 1954 amnestiert. Nach ihrer Freilassung übersiedelte sie nach West-Berlin, wo sie als Erzählerin und Dramatikerin hervortrat. Sie verfasste u. a. den politischen Widerstandsroman Für dich blüht kein Baum (1957) über ihre Erfahrungen in der Haft und gesellschaftskritische Dramen. Sie war auch als Hörspiel-, Hörfunk- und Fernsehautorin und Regisseurin tätig.

## Bibliografie (Auswahl)
- 1957 Für dich blüht kein Baum (Roman, S. Fischer, Frankfurt, 1957)
- 1960 Tod für bunte Laternen. (Theaterstück)
- 1962 Endstation Einsamkeit – Die alten Menschen in der modernen Gesellschaft (Dokumentarfilm, Buch und Regie)
- 1963 12 Mann für Schuppen 37 – Die unständigen Arbeiter im Hamburger Hafen (Dokumentarfilm, Buch und Regie)
- 1964 Versperrte mitteldeutsche Heimat (Dokumentarfilm, Buch und Regie)
- 1964 Ernst Bloch – Gespräch mit einem Philosophen (Fernsehinterview)
- 1965 Der Zirkus stirbt – Es lebe der Zirkus (Dokumentarfilm, Buch und Regie)
- 1966–68 Interview mit der Geschichte (Fernsehserie, 4 Episoden, als Journalistin)
- 1969 Der freiwillige Treck (Dokumentarfilm, Buch und Regie)
- 1973 Zärtlichkeit und Rebellion – Zur Geschichte der homosexuellen Frau. Ein Bericht (Dokumentarfilm, Buch und Regie)

## Hörspiele (Auswahl)
- 1957: Für dich blüht kein Baum. Aus dem Roman einer Gefangenschaft – Regie: Hartwig Schmidt (Hörspielbearbeitung – WDR)
- 1960: Diesseits der Grenze. Hörspiel zum Tag der deutschen Einheit – Regie: Tom Toelle (Original-Hörspiel – SDR/SFB/RB)
- 1961: Gertrud Schild: Mensch ohne Namen. Ein Erlebnisbericht (Bearbeitung (Wort)) – Regie: Hanns Korngiebel (Dokumentarhörspiel – RIAS Berlin)